# Dendropsophus oliveirai
Dendropsophus oliveirai é uma espécie de anfíbio da família Hylidae.
É endémica do Brasil.
Os seus habitats naturais são: florestas secas tropicais ou subtropicais, savanas áridas, marismas de água doce e marismas intermitentes de água doce.
Está ameaçada por perda de habitat.